# TouchFLO 3D
TouchFLO 3D  è un'interfaccia utente progettata da HTC.
È usato nella serie HTC Touch ed è stata preceduta da TouchFLO. TouchFLO 3D è usato nei seguenti dispositivi:
- HTC Touch Diamond
- HTC Touch Pro
- HTC Touch HD
- HTC MAX 4G

L'HTC Touch Viva e HTC Touch 3G utilizzano una variante, chiamata Manila 2D, senza effetti 3D.